# ستيفن فوستر
ستيفن كولينز فوستر (1826 – 1864) كاتب أغاني أمريكي ولد قرب بيتسبرغ، بنسيلفانيا يوم 4 يوليو 1826 ، وكان الابن الأصغر لتاجر من أصل أيرلندي أصبح في المجلس التشريعي للولاية وكان قريبا بالمصاهرة للرئيس جيمس بيوكانان.
أظهر فوستر منذ صغره موهبة في الموسيقى وكان يعزف على الفلاغيوليت والإيتار البانجو، واستطاع أن يتعلم الفرنسية والألمانية، أرسل إلى مدرسة في تواندا، بنسلفانيا ولاحقا أرسل إلى أثينز، بنسلفانيا وعندما كان في الثالثة عشر كتب أغنية سادلي تو ماي هارت أبيليغ (بالإنجليزية: Sadly to Mine Heart Appealing)‏ وعندما كان في السادسة عشر كتب أغنية افتحي نافذتك يا حبيبتي (بالإنجليزية: Open thy Lattice, Love)‏ ، وفي السابعة عشر دخل في مجال عمل إخوته في سينسيناتي حيث بقي هناك ثلاث سنوات وكتب فيها أغاني اشتهرت عنه فيما بعد مثل العم نيد العجوز (بالإنجليزية: Old Uncle Ned)‏ ، يا سوزانا O Susannah وغيرها.
أصبح فوستر بعدها كاتب أغاني محترف، وكانت نجاحاته الرئيسية في أغاني الزنوج والأغاني الدينية وكتب أغاني حققت شعبية مثل نيلي كانت سيدة Nelly was a Lady ،بيتي القديم في كنتاكي My Old Kentucky Home ، الأهل في البيت Old Folks at Home المعروفة أيضا باسم نهر سواني Swanee River، واستطاع أن يجني مبالغ جيدة منها، حيث جلبت أغنية الأهل في البيت إيرادات بنحو 15000 دولار، وكان قد كتب ولحن أغلب أغانيه. وفي عام 1850 تزوج وانتقل إلى نيويورك ولكنه ما لبث أن عاد إلى بيتسبرغ.
أعمال فوستر كانت تعتمد في الغالب على ألحان الزنوج والتي كان كثير منها معروفا على الجانبين من الأطلسي وعنيت بعدة لغات، وكانت آخر ما ألف منها أغنية اسمها جو الأسود العجوز Old Black Joe وظهرت عام 1861. وأغانيه الأخرى كانت عاطفية ومنها أولد تراي Old Dog Tray ، آني اللطيفة Gentle Annie ، ويلي لقد افتقدناك Willie, we have missed you، وهذه الأغاني جعلت منه علامة فارقة في تاريخ الموسيقى في الولايات المتحدة
توفي فوستر في نيويورك في 13 يناير 1864 عن 37 عاما.

## وصلات خارجية
- ستيفن فوستر على موقع IMDb (الإنجليزية)
- ستيفن فوستر على موقع الموسوعة البريطانية (الإنجليزية)
- ستيفن فوستر على موقع ميوزك برينز (الإنجليزية)
- ستيفن فوستر على موقع قاعدة بيانات برودواي على الإنترنت (الإنجليزية)
- ستيفن فوستر على موقع إن إن دي بي (الإنجليزية)
- ستيفن فوستر على موقع أول ميوزيك (الإنجليزية)
- ستيفن فوستر على موقع ديسكوغز (الإنجليزية)
- ستيفن فوستر على موقع قاعدة بيانات الفيلم (الإنجليزية)

1. ↑  Charles Dudley Warner, ed. (1897), Library of the World's Best Literature (بالإنجليزية), QID:Q19098835
2. ↑  MusicBrainz (بالإنجليزية), MetaBrainz Foundation, QID:Q14005
3. ↑  يوافق العيد الخمسين لاستقلال الولايات المتحدة وهو يوم وفاة جون آدامز وتوماس جيفرسون

تحوي هذه المقالة معلومات مترجمة من الطبعة الحادية عشرة لدائرة المعارف البريطانية لسنة 1911 وهي الآن ضمن الملكية العامة.